# Toyota Progrès
Toyota Progrès – samochód osobowy klasy średniej produkowany przez japońską firmę Toyota w latach 1998-2007. Dostępny jako 4-drzwiowy sedan. Do napędu używano silników R6 o pojemności 2,5 lub 3,0 litra. Moc przenoszona była na oś tylną poprzez 4-biegową automatyczną skrzynię biegów.

## Dane techniczne

### Silnik
- R6 3,0 l (2997 cm³), 4 zawory na cylinder, DOHC
- Układ zasilania: wtrysk EFi
- Średnica cylindra × skok tłoka: 86,00 mm × 86,00 mm
- Stopień sprężania: 10,5:1
- Moc maksymalna: 215 KM (158 kW) przy 5800 obr./min
- Maksymalny moment obrotowy: 294 N•m przy 3800 obr./min

### Osiągi
- Przyspieszenie 0-100 km/h: b/d
- Prędkość maksymalna: b/d